# Abrochia dycladioides
Abrochia dycladioides là một loài bướm đêm thuộc phân họ Arctiinae, họ Erebidae.